# Luncșoara, Bihor
Luncșoara (maghiară Élesdlok) este un sat în comuna Aușeu din județul Bihor, Crișana, România.

## Galerie de imagini

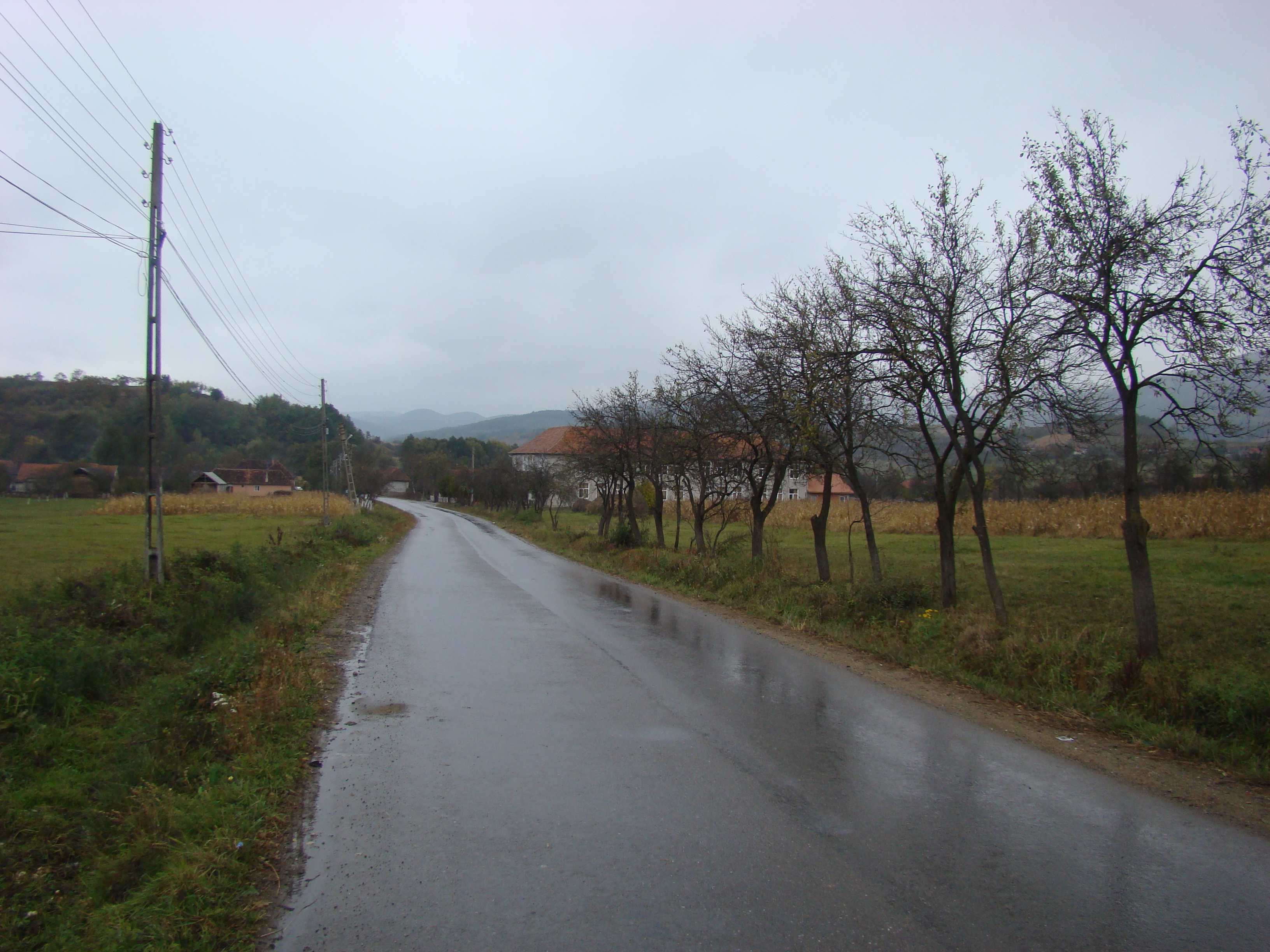
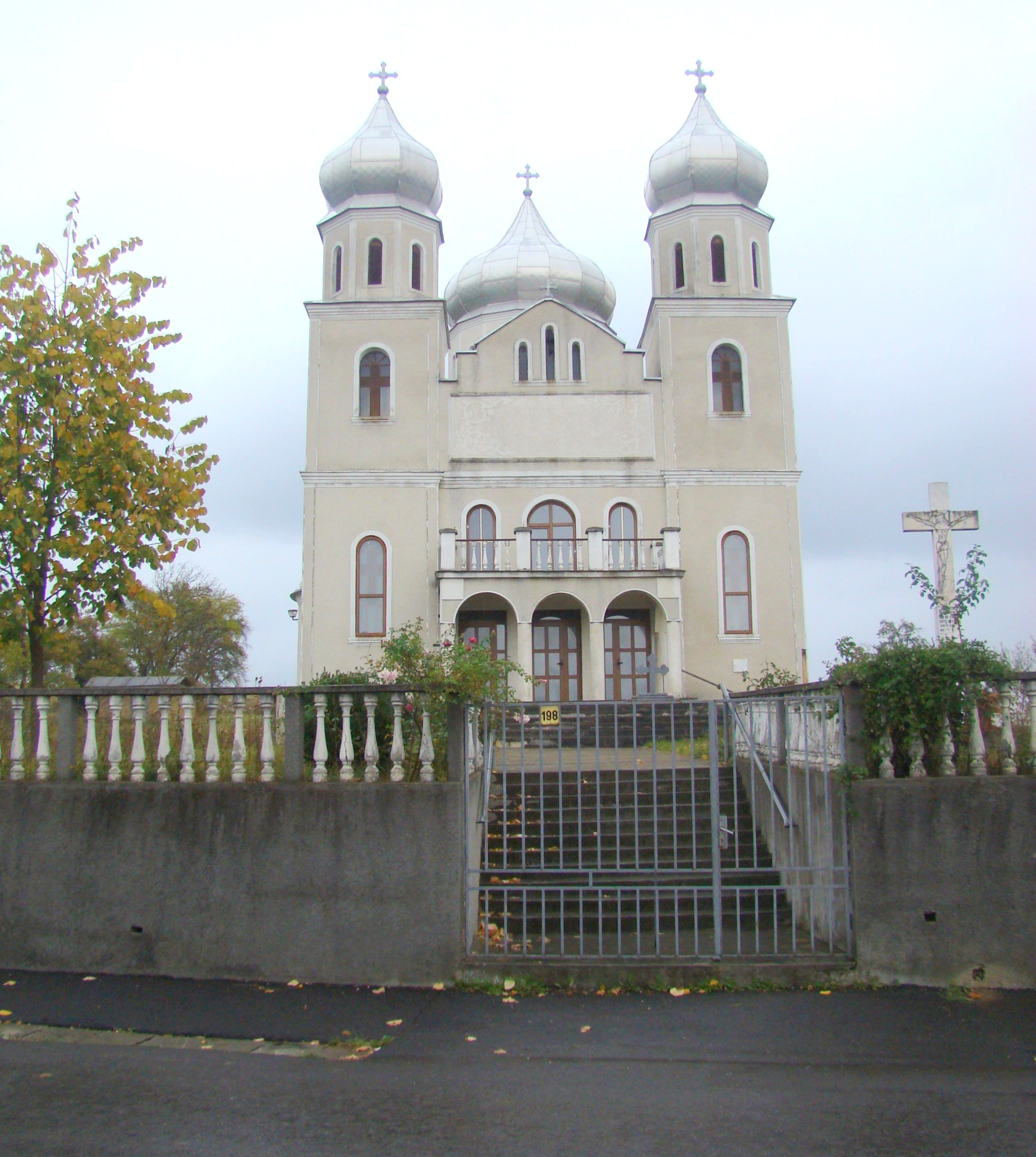
Biserica nouă de zid cu hramul „Adormirea Maicii Domnului”
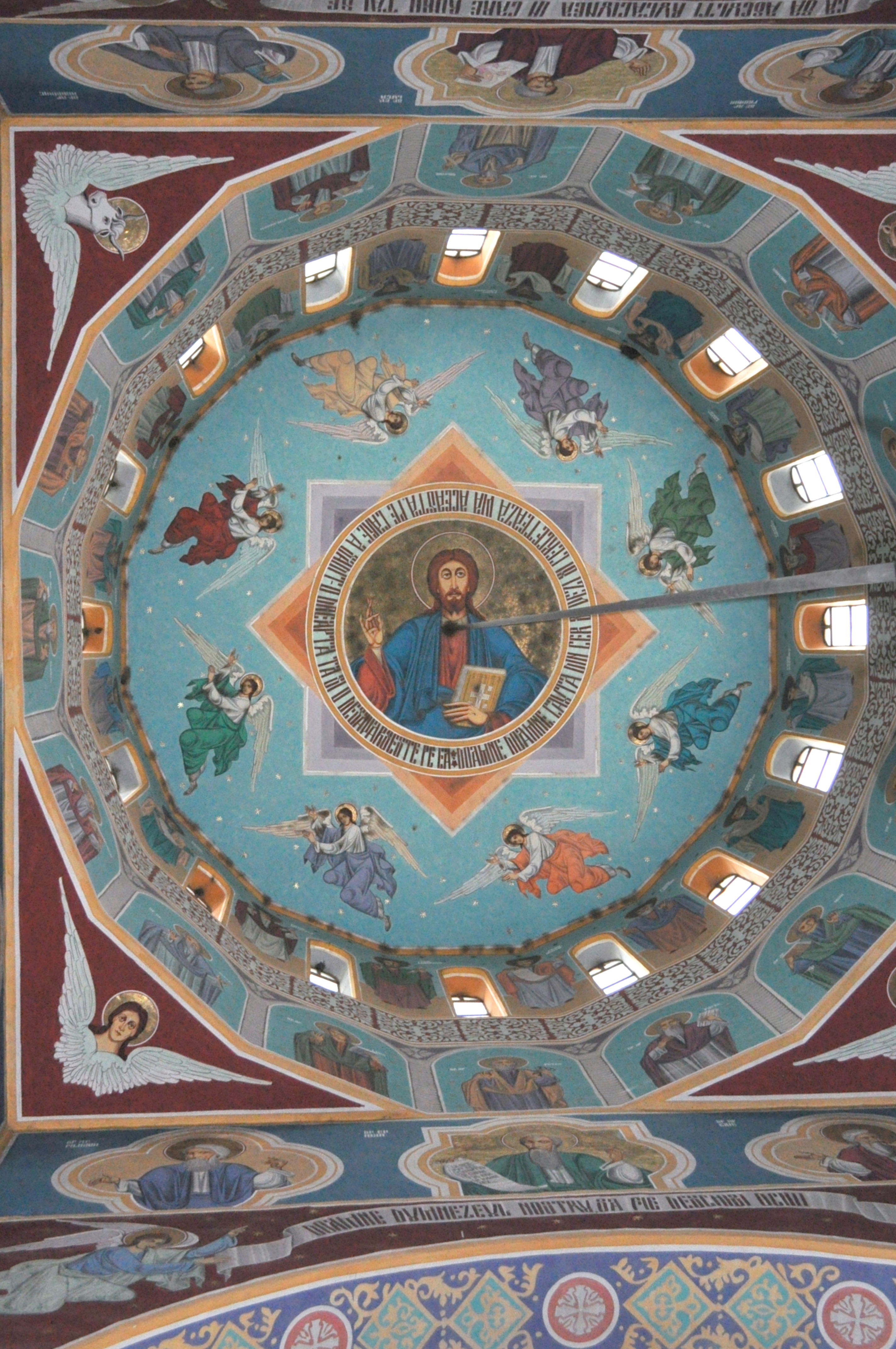
Biserica nouă de zid cu hramul „Adormirea Maicii Domnului”
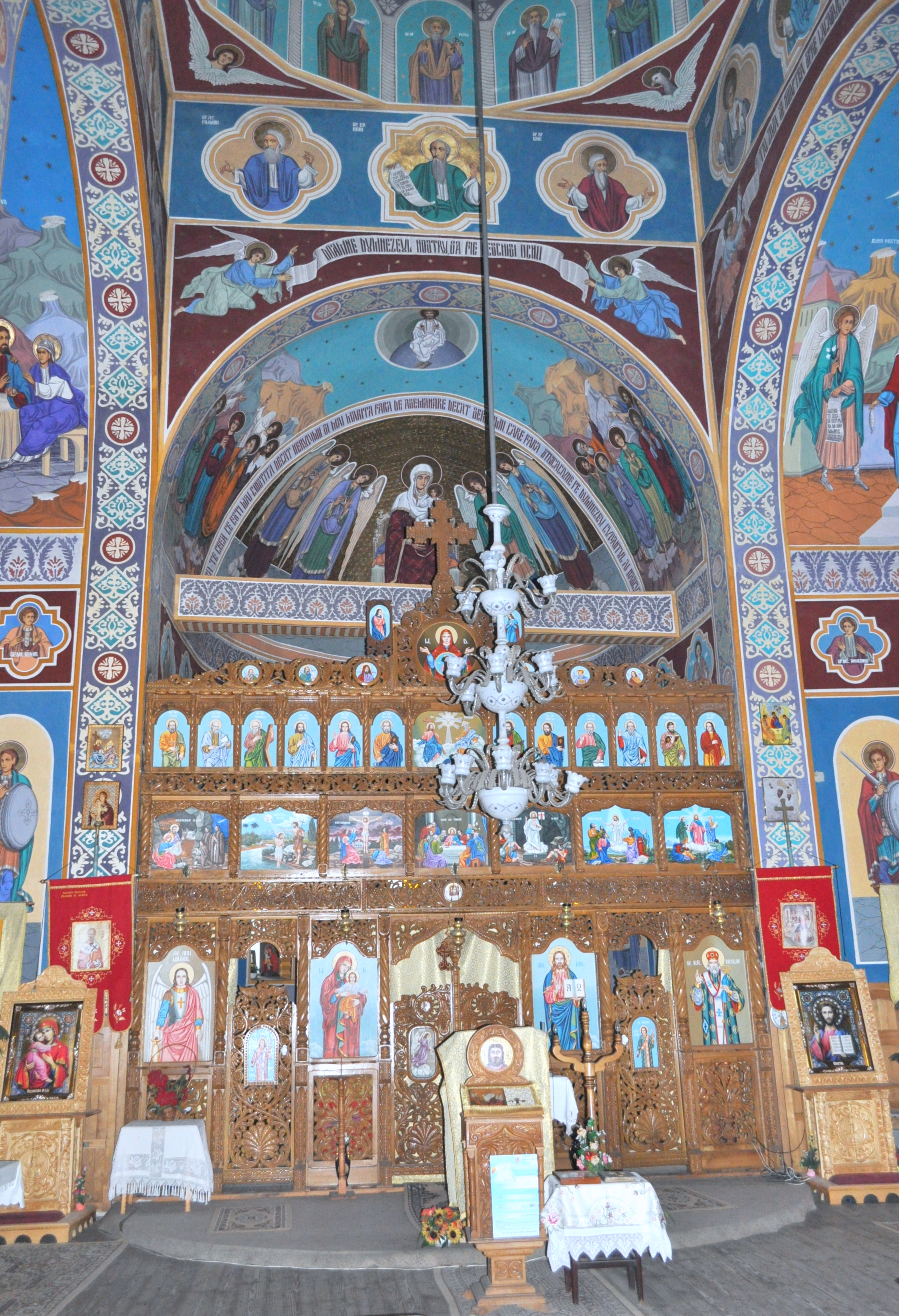
Biserica nouă de zid cu hramul „Adormirea Maicii Domnului”
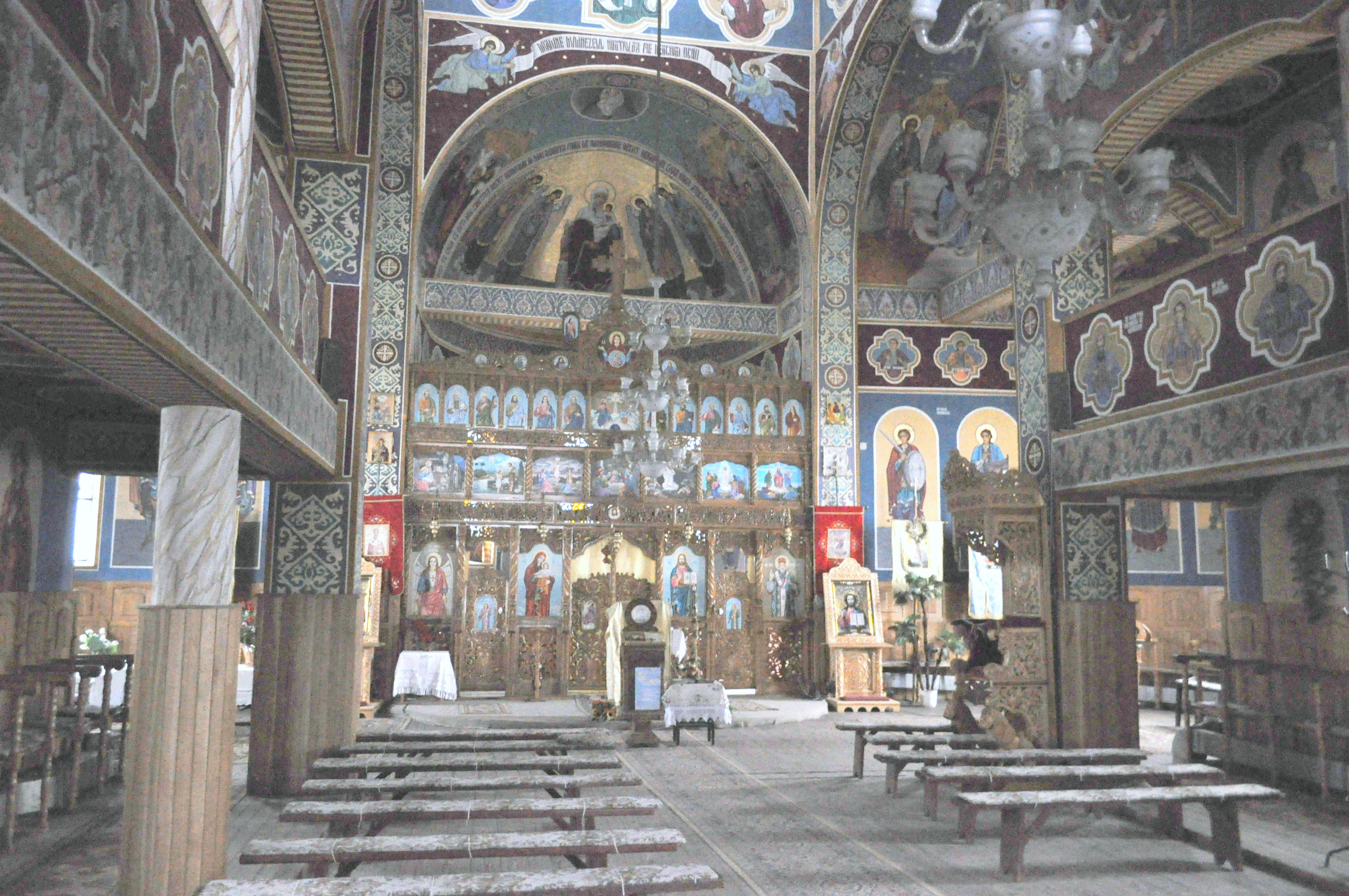
Biserica nouă de zid cu hramul „Adormirea Maicii Domnului”

 Acest articol despre o localitate din județul Bihor este deocamdată un ciot. Puteți ajuta Wikipedia prin completarea lui.